# Platymantis spelaea
Platymantis spelaea é uma espécie de anfíbio da família Ranidae.
É endémica das Filipinas.
Os seus habitats naturais são: florestas secas tropicais ou subtropicais , florestas subtropicais ou tropicais húmidas de baixa altitude, cavernas e habitats subterrâneos (excluindo cavernas).
Está ameaçada por perda de habitat.